# Ievheniia Iaroșînska
Ievheniia Ivanivna Iaroșînska (în ucraineană Євгенія Іванівна Ярошинська; n. 18 octombrie 1868, Cincău, Ducatul Bucovinei, Austro-Ungaria – d. 21 octombrie 1904, Cernăuți, Austro-Ungaria) a fost o scriitoare, traducătoare, pedagogă, folcloristă și etnografă ucraineană.

## Biografie
Ievheniia Iaroșînska s-a născut în satul Cincău din nordul Bucovinei, care făcea parte atunci din Austro-Ungaria, iar astăzi este inclus în regiunea Cernăuți a statului modern Ucraina. Nu a putut obține o educație înaltă, deoarece tatăl ei, care era profesor în mediul rural, credea că responsabilitatea lui principală era să asigure viitorul celor doi fii ai săi. Ievheniia a absolvit șase clase la Gimnaziul din Cernăuți în 1882, după care a continuat să-și dezvolte propria educație printr-un program sistematic și prin lectură intensă. A citit scrierile autorilor clasici vest-europeni, mai ales a celor germani.
S-a implicat activ, încă din tinerețe, în mișcarea feministă ucraineană, dorind să lupte pentru îmbunătățirea vieții femeilor. A participat la întrunirile asociației „Comunitatea femeilor” (în ucraineană Жіноча громада, transliterat: Jinocea hromada) și a organizat mai târziu filialele asociației din satele Vadul Nistrului și Rarancea. A înființat cluburi de lectură în care citea ziare țăranilor pentru a-i informa cu privire la situația politică și culturală contemporană. În 1887 a devenit membră a asociației pedagogice ucrainene „Școala Ruteană” (în ucraineană Руська школа, transliterat: Ruska șkola), care se ocupa cu publicarea manualelor și literaturii extrașcolare pentru școlari, și a luat parte la numeroase activități ale acesteia.
Încurajată de Natalia Kobrînska și Olga Kobyleanska, ea a scris numeroase articole și a ținut discursuri despre rolul femeilor în societate. A participat la publicarea almanahului pentru femei intitulat Nașa dolea (în ucraineană Наша доля, în traducere „Soarta noastră”), editat de Kobrînska, care a militat pentru obținerea unor drepturi egale pentru femei în ceea ce privește educația și locurile de muncă. Iaroșînska a depus, de asemenea, eforturi pentru îmbunătățirea calificării profesionale a femeilor ucrainene. Astfel, ea a absolvit în 1889 un curs de țesătoare și a început să le învețe acest meșteșug pe țărăncile ucrainene, pentru a le ajuta să obțină o sursă suplimentară de venit în gospodărie.
Începând din 1892 a urmat studii pedagogice și, după ce a promovat examenul de calificare, a obținut în 1896 atestatul de învătoare. A predat apoi timp de mai mulți ani în satele din Bucovina: mai întâi la școala elementară din satul Vadul Nistrului și mai târziu la o școală din satul Rarancea, la care tatăl ei era director. În această perioadă a alcătuit noi programe pentru școlile rurale, a publicat articole cu privire la educația fetelor bucovinene în revista pedagogică de limbă germană Bukovînska Șkola și a susținut ideea înființării unei asociații a învățătorilor.
În anul 1904 a participat împreună cu tatăl ei la o ședință a învățătorilor ucraineni, care a avut loc la Cernăuți, și a prezentat acolo o variantă inovatoare de programă pentru școlile publice. Participanții au fost entuziasmați de propunerea ei și i-au cerut să o transmită Consiliului pentru Educație al Ducatului Bucovina. Acest obiectiv nu a mai fost realizat, din cauza morții premature a învățătoarei.
Ievheniia Iaroșînska a murit de peritonită la 21 octombrie 1904 într-un spital din Cernăuți, la vârsta de 36 de ani, și a fost înmormântată la Cernăuți.

## Activitatea literară

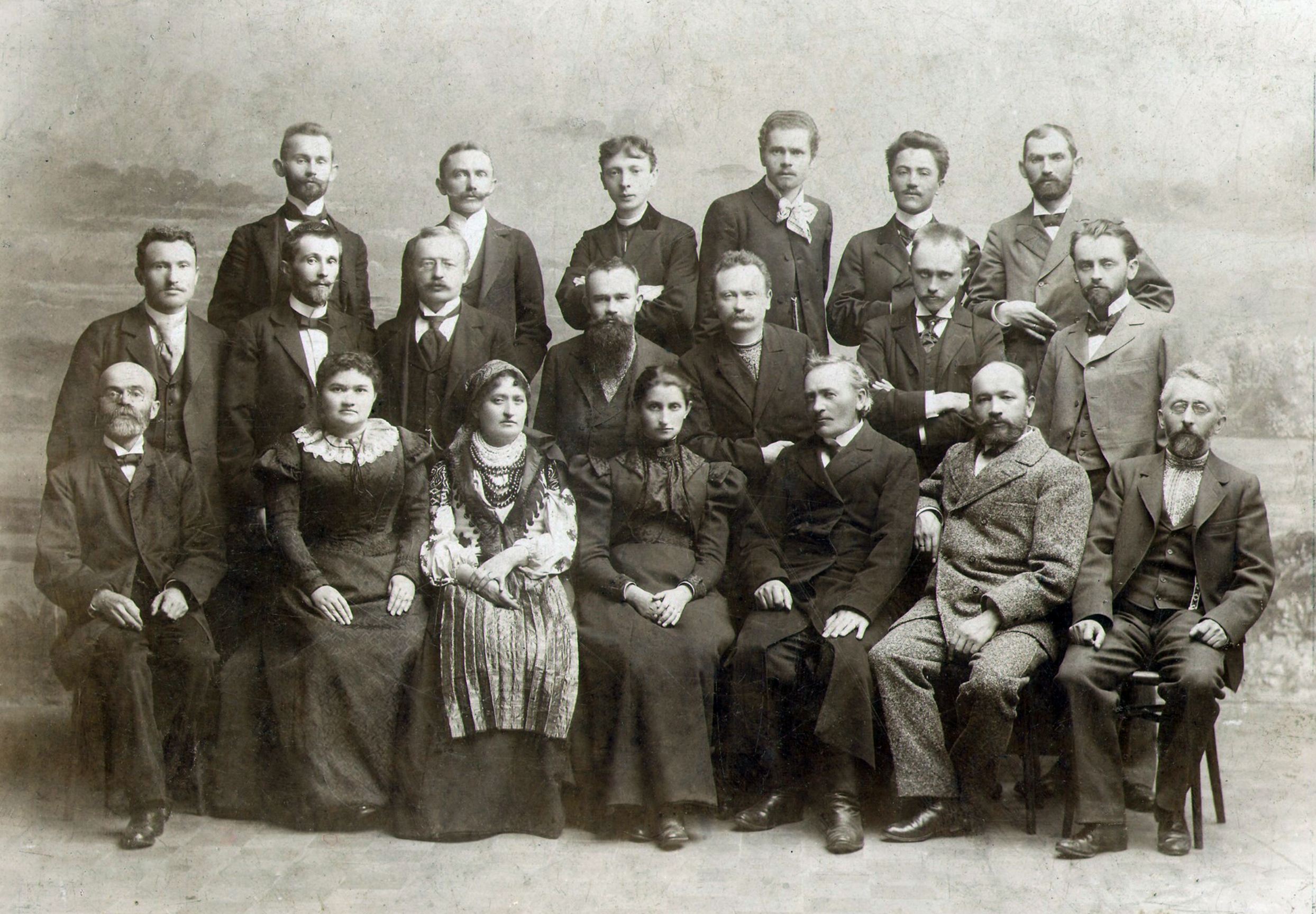
Participanții la congresul scriitorilor ucraineni din 1898 de la Liov cu ocazia aniversării a 100 de ani de la publicarea poemului eroic „Eneida” al lui Ivan Kotlearevski. Pe rândul de jos: Mîhailo Pavlîk, Ievheniia Iaroșînska, Natalia Kobrînska, Olga Kobyleanska, Sîlvestr Lepkîi, Andrii Ceaikovskîi, Konstantin Pankivskîi. Pe rândul de mijloc: Ivan Kopaci, Volodîmîr Hnatiuk, Osîp Makovei, Mîhailo Hrușevskîi, Ivan Franko, Oleksandr Kolessa, Bohdan Lepkîi. Pe rândul de sus: Ivan Petrușevîci, Filaret Kolessa, Osîp Kîșakevîci, Ivan Truș, Denîs Lukianovîci, Mîkola Ivasiuk.

Deoarece limba oficială vorbită în Bucovina era la acea vreme limba germană, Ievheniia Iaroșînska s-a format ca scriitoare într-un mediu germanic. Ea și-a început cariera literară în limba germană, la fel ca majoritatea scriitorilor ucraineni contemporani din Bucovina (Iuri Fedkovîci, Isidor Vorobchievici și Olga Kobyleanska). A debutat ca scriitoare în anul 1886 cu niște povestiri care au fost publicate în ziarul vienez Das interessante Blatt. Acolo au apărut romanul Inima femeilor (în ucraineană Жіноче серце, 1886) și nuvela „Vărul Fritz” (în ucraineană Кузен Фріц, 1887). Scriitoarea s-a confruntat cu perspectiva de a deveni un autor german într-o provincie germanizată a imperiului.
Trecerea Ievheniei Iaroșînska la literatura ucraineană a fost influențată în primul rând de ziarul Bukovîna (Буковина), primul ziar în limba ucraineană din Bucovina, care fusese fondat în 1885 de Iuri Fedkovîci, a reunit mai multe personalități culturale ucrainene ale vremii și a exercitat o influență asupra multor scriitori ucraineni. Articolele publicate în acel ziar erau proucrainene și militau pentru unirea Bucovinei cu restul Ucrainei, iar, sub influența lor, Ievheniia Iaroșînska a început să citească scrierile autorilor ucraineni din alte părți ale Ucrainei și să studieze folclorul bucovinean. Ea a devenit astfel conștientă de bogăția patrimoniului cultural ucrainean și a început să scrie articole despre folclorul bucovinean (ritualuri de nuntă, broderii, modele de ouă de Paște) pentru publicațiile germane, cehe și ucrainene.
Sub influența lui Iuri Fedkovîci, Iaroșînska a început să adune și să înregistreze cântece populare, care au fost publicate în 1972 într-un volum intitulat „Cântece populare de la nord de Nistru” (în ucraineană Народні пісні з-над Дністра, transliterat: Narodni pisni z-nad Dnistra). A cules 450 de cântece populare bucovinene, fiind distinsă pentru această colecție în 1889 cu o medalie de argint și un premiu monetar considerabil (500 de carbovaneți) de secțiunea etnografică a Societății Geografice Ruse.
În 1890 a început să scrie în limba ucraineană și a publicat povestiri, povești pentru copii și traduceri literare în ziarele regionale din Bucovina. Ea este considerată o succesoare a lui Iuri Fedkovîci, care a impulsionat-o să scrie povestirea „Dragostea credincioasă” (în ucraineană Вірна люба) despre un recrut care își abandonează iubita pentru a se căsători cu o altă femeie.
În cele peste trei duzini de opere literare, ea a prezentat scene realiste din viața populației locale, precum și povești de viață ale femeilor. Ea a scris, de asemenea, nuvele, eseuri pe teme contemporane și povești educative pentru copii, care au fost publicate, printre altele, în revista literar-științifică ilustrată Zoria din Liov, în ziarul Ruska Pravda din Viena, în revista Dzvinok și în ziarele Bukovîna, Narod și Batkivșcîna. Scrierile Ievheniei Iaroșînska oferă o imagine realistă a vieții din regiunea Bucovinei la începutul secolului al XX-lea. În lucrările sale, scriitoarea și-a exprimat opinia că intelectualitatea ucraineană trebuie să îndeplinească un rol important în educarea maselor și îmbunătățirea calității vieții lor. Scrierile autoarei sunt caracterizate prin lirism și printr-o influență vizibilă a folclorului, iar valoarea estetică a unora dintre ele este subminată de un didacticism pronunțat.

## Scrieri (selecție)
- Peste Nistru (Понад Дністром, 1895) - nuvelă
- Trandafiri și spini (Рожі а терне, 1901) - nuvelă
- Perekînciîkî (Перекинчики, 1902) - nuvelă